# Birgitta Trotzig
Astri Birgitta Trotzig (Göteborg, 11 september 1929 – Lund, 14 mei 2011) was een Zweeds prozaïst en dichter. In 1993 werd zij verkozen in de Zweedse Academie (zetel nr. 6).

## Jeugd
Zij was enig kind van lector Oskar Kjellén en Astri Rodhe. Haar moeder stamde uit het vooraanstaande Zweedse geslacht Rohde. Birgitta’s ouders waren in 1928 gehuwd en haar vader werkte toentertijd aan zijn proefschrift, terwijl hij ook lesgaf aan de Latijnse School in Göteborg. Zij woonden in Göteborg bij haar grootouders in huis. Het gezin Kjellén verhuisde in 1937 naar Kristianstad waar beide ouders Frans en Engels onderwezen. Na het behalen van haar middelbareschooldiploma ging zij in 1948 literatuur- en kunstgeschiedenis studeren aan de Universiteit van Göteborg. Daar begon zij te schrijven voor de krant Aftonbladet en het tijdschrift Bonniers Litterära Magasin. Het jaar daarop huwde ze kunstschilder Ulf Trotzig (1925-2013). Zij debuteerde in 1951 met de verhalenbundel Ur de älskandes liv.

## Parijs
Van 1955 tot 1969 woonden Birgitta en Ulf Trotzig in Parijs. In die tijd bekeerde Birgitta Trotzig zich tot het katholicisme. Door haar bekering kwam zij in aanraking met religieuze aspecten uit de Franse cultuur en met de Joodse en christelijke mystiek. Gaandeweg raakte ze zeer geïnteresseerd in Johannes van het Kruis en Pierre Teilhard de Chardin.

## Schrijverschap

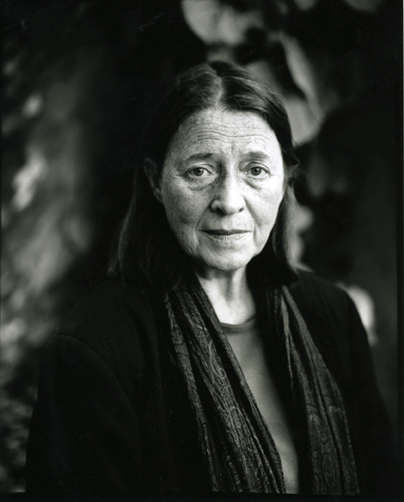
Brigitta Trotzig aan het eind van haar leven

Trotzig geldt als een van de belangrijkste Zweedse schrijvers van de tweede helft van de twintigste eeuw. In diverse romans, prozagedichten en essays verwoordde ze haar katholieke geloofsbeleving; hoewel haar perspectief volgens sommige recensenten eerder existentialistisch zou zijn geweest dan christelijk. Zij schreef over het dilemma van de mens als gevangene van zijn eigen ego en zijn eigen acceptatiepatronen. Terugkerende thema’s bij Trotzig zijn de dood, schuld en bevrijding. Naast de christelijke (onder)toon zoekt ze een balans tussen ethiek en esthetiek. Zij geeft daarbij uiting aan haar donkerste kanten. Zelf omschreef zij het creatieve schrijfproces als de vertaling van beelden naar verbale tekens. De moeilijkheden samenhangend met die vertaalslag vergeleek ze meestal met de Byzantijnse beeldenstrijd.
Birgitta Trotzig schrijft vanuit een katholieke overtuiging en in een elegische toon diep geëngageerde romans en verhalen over onmacht en verdriet in het leven van mensen die nergens meetellen.— Lisette Keustermans (1988)
Het taalgebruik van Trotzig is gedreven, vaak duister en moeilijk toegankelijk en daarmee onderscheidend, met een scherpte die de lezer raakt. Schrijver Per Wästberg vergeleek haar stijl met die van Samuel Beckett. Door anderen werd zij gezien als een Selma Lagerlöf.
Haar bekendste romans zijn Sjukdomen ("De ziekte"; in 1979 verfilmd als Kejsaren (De keizer)) en Dykungens dotter ("De dochter van de moeraskoning"), waarvoor ze titel en motief heeft ontleend aan het gelijknamige sprookje van H.C. Andersen. Daarnaast schreef zij prozagedichten als Anima en Sammanhang ("Samenhang/Context"). Tevens publiceerde ze essays en artikelen over poëzie.

## Samfundet De Nio en de Zweedse Academie
Na hun terugkeer uit Frankrijk woonde het gezin Trotzig – Birgitta en Ulf hadden inmiddels vier kinderen – in Lund. Birgitta was erg actief in het openbare leven van de stad en van Zweden. Sinds 1967 was zij lid van de literatuuracademie Samfundet De Nio, waarvan ze ook lange tijd vice-voorzitter was. Na het overlijden van Per Olof Sundman is zij in 1993 verkozen in de Zweedse Academie; haar lidmaatschap van De Nio moest zij hiertoe opzeggen. In 1996 hield Trotzig vanuit die functie de toespraak bij de uitreiking van de Nobelprijs voor literatuur aan Wisława Szymborska.
Trotzig leed aan de ziekte van Parkinson, maar bleef zo lang mogelijk doorwerken aan verschillende projecten van de Zweedse Academie. Medio 2011 overleed ze. Birgitta Trotzig werd begraven op Norra kyrkogården in Lund.

## Prijzen, eerbewijzen

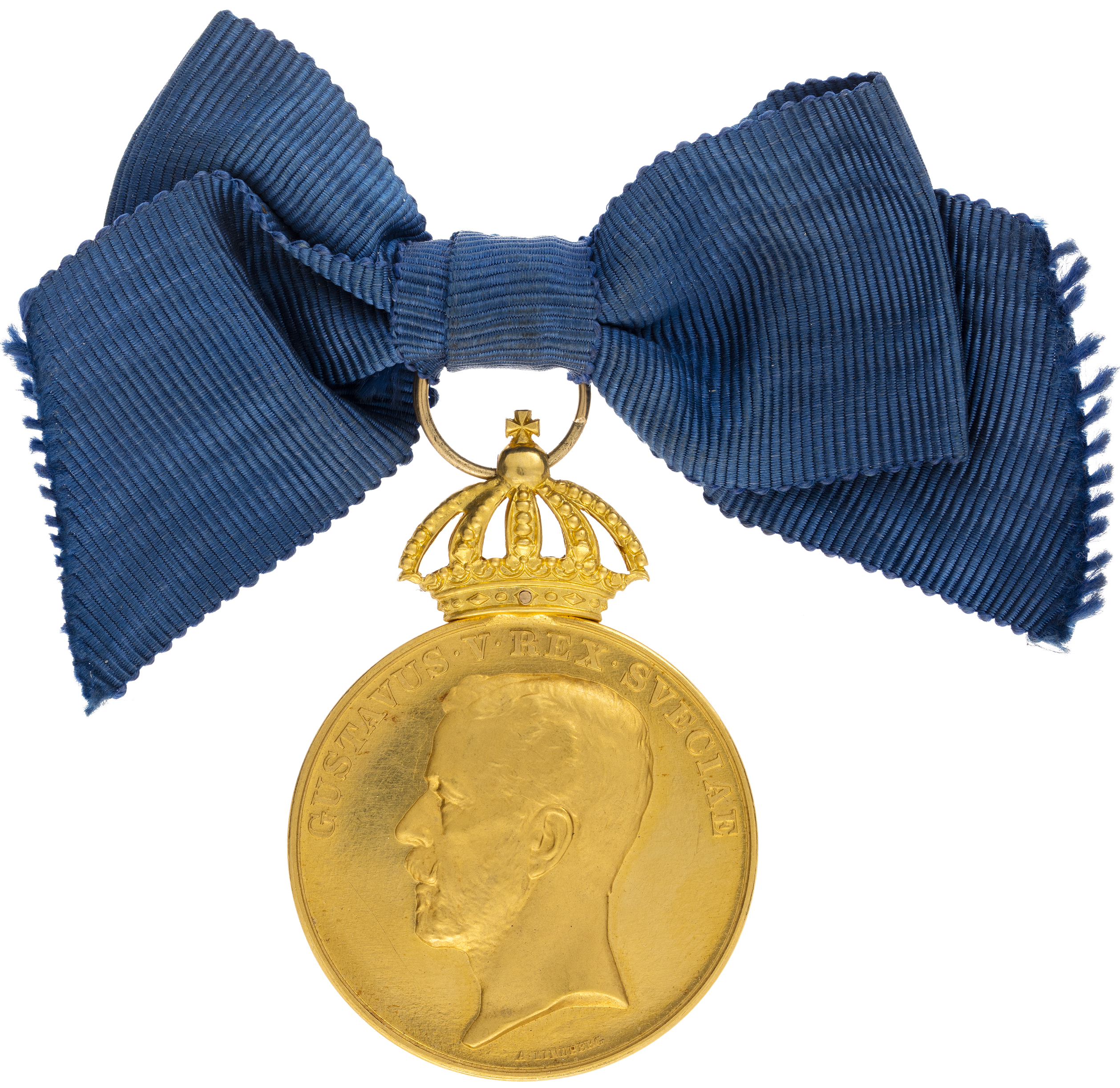
Litteris et Artibus-medaille

Birgitta Trotzig ontving 22 literaire prijzen en stipendia, waaronder de Aftonbladets litteraturpris (1961), de De Nios Stora Pris (1963), het Gustaf Fröding-stipendium in 1966, de Doblougska priset (1970), de Stiftelsen Selma Lagerlöfs litteraturpris (1984), de oeuvreprijs Övralidspriset in 1997 en de koninklijke Litteris et Artibus-medaille in 2004..

## Werken
Tot nu toe zijn geen van onderstaande werken van Birgitta Trotzig volledig naar het Nederlands vertaald. Wel zijn enkele prozagedichten vertaald.
Uitgeverij Faethon is in 2019 begonnen met het publiceren van een becommentarieerde editie van Trotzigs Verzamelde Werken.
- Ur de älskandes liv (verhalenbundel) (1951)
- Bilder (1954)
- De utsatta (1957)
- Ett landskap (1959)
- En berättelse från kusten (1961)
- Utkast och förslag (1962)
- Levande och döda (1964)
- Sveket (1966)
- Ordgränser (1968)
- Teresa (1969)
- Sjukdomen (1972)[22] (in 1979 verfilmd onder de titel Kejsaren)[23]
- I kejsarens tid (1975)
- Jaget och världen (1977)
- Berättelser (1977)
- Anima (1982)
- Dykungens dotter (1985)
- Porträtt (1993)
- Per Olof Sundman (1993)
- Sammanhang (1996)
- Tal på Övralid 6 juli 1997 (1998)
- Dubbelheten (1998)
- Gösta Oswald (2000)

## Trivia
Birgitta Trotzig was een tante van schrijfster Astrid Trotzig (1970).